# Чудо на реке Ханган

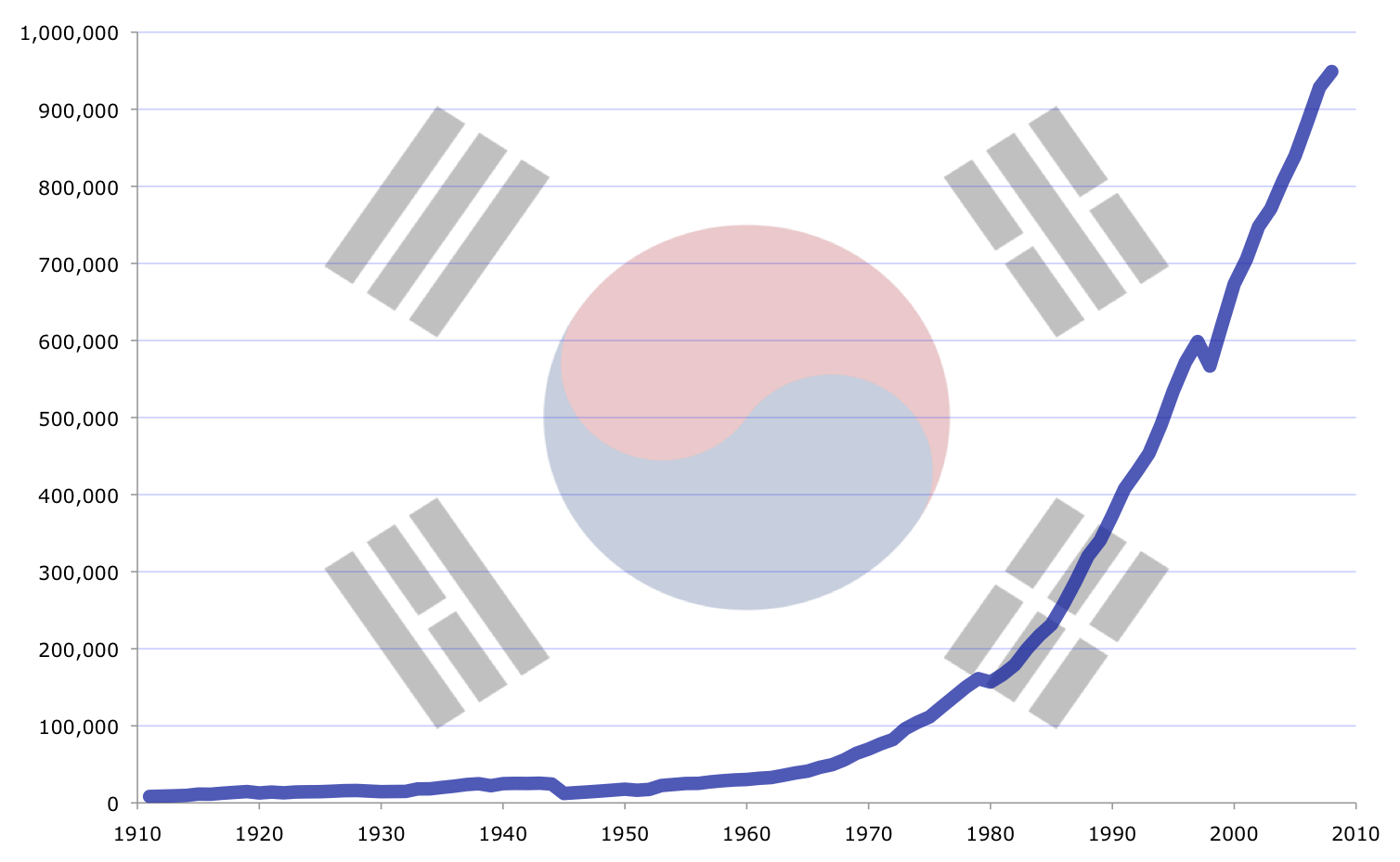
Темпы роста ВВП Кореи с 1961 по 2008 год: экономика Южной Кореи выросла почти с нуля до более триллиона долларов меньше чем за 50 лет

Чудо на реке Ханган (кор. 한강의 기적 (漢江의 奇蹟) — ханганэ́ кичжо́к) — распространённое название экономического чуда Южной Кореи, за полвека превратившейся из аграрной страны, разрушенной Корейской войной, в процветающую высокотехнологичную экономику. Этот процесс был основан на экспорто-ориентированном росте, быстрой индустриализации, внедрении новых технологий, развитии образования, приведшим к экспоненциальному росту уровня жизни, быстрой урбанизации, модернизации. Чудо на реке Ханган породило такие международные корпорации, как Samsung, LG и Hyundai.
Ханган (дословно с корейского Ханган значит «река Хан») — река, по берегам которой расположен Сеул: столица, самый крупный город и экономический центр Республики Корея.
Начало бурного развития южнокорейской экономики связывают с 1962 годом, когда президент Пак Чонхи объявил начало первой пятилетки. Экономический рост замедлился к концу 1980-х годов, но уже после сеульской олимпиады 1988 года стали говорить о «чуде на реке Хан». С 1994 года Республика Корея считается высокоразвитой (по уровню ВВП на душу населения). В 1997 году южнокорейская экономика пережила азиатский финансовый кризис, но сумела его успешно преодолеть. После этого помимо традиционных отраслей экономики в Южной Корее стал существенную роль играть и шоу-бизнес, ориентированный на экспорт, он получил название халлю — «корейская волна».

…период чуда на реке Хан, когда с 1960-е по 1990-е годы Корея совершила гигантский рывок в развитии и превратилась из отсталой страны, экспортирующей парики, фанеру и морепродукты, в передовую технологичную державу, которая завалила весь мир смартфонами, компьютерами, автомобилями и супертанкерами.— Олег Кирьянов'
Выделяют три важных фактора «чуда на реке Хан»: политическая воля руководства страны; менталитет корейского народа и его ценности, базирующиеся на конфуцианской этике и морали; интеграция Южной Кореи в мировую экономическую систему, помощь как от отдельных стран (в основном Японии и США), так и от международных финансовых структур.
Исследуя феномен южнокорейского «экономического чуда», отмечают его схожесть с экономическим подъёмом других «азиатских тигров»: Сингапура, Гонконга и Тайваня. Уделяют внимание не только росту показателей, но и изменению структуры экономики. Оценивая «чудо на реке Хан», находят в нём как положительные, так и отрицательные стороны, отмечают, что экономический рост привёл к существенным демографическим и социальным изменениям в Республике Корея.